# Tezuka Productions
Tezuka Productions Co., Ltd. (株式会社手塚プロダクション Kabushiki-gaisha Tezuka Purodakushon?) es un estudio de animación japonés fundado por Osamu Tezuka en 1968. Es miembro pleno The Association of Japanese Animations.
La empresa es conocida por ser la productora oficial del anime y manga de Astro Boy desde 1968, el desde su fundación ha sido la imagen representativa de la compañía hasta hoy en día. Tiene sus sede en Takadanobaba, Shinjuku, Tokio. En Nobidome, Niiza, Prefectura de Saitama hay un estudio de producción de animación, y una oficina en la ciudad de Takarazuka, prefectura de Hyōgo, donde Tezuka pasó su infancia. Además, existe Beijing Sharaku Art Co., Ltd. como empresa afiliada a la producción de animación en China.

## Historia

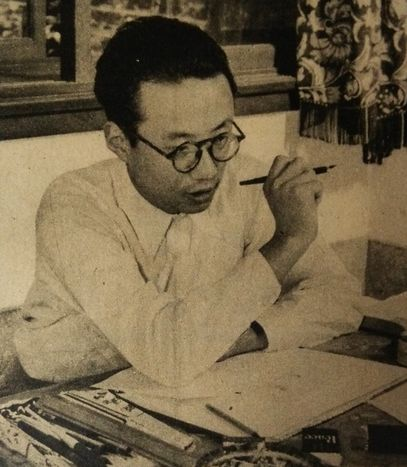
Osamu Tezuka, fundador de la compañía.

En 1961, Osamu Tezuka fundó Osamu Tezuka Mushi Production como unidad de producción de vídeo y animación. Se constituyó oficialmente como Mushi Productions Co. al año siguiente. Tezuka se desempeñó como director interino de la compañía hasta 1968, cuando se marchó para iniciar otro estudio de animación, Tezuka Productions Co. Ltd., como una división derivada de Mushi Productions dedicada a la producción de manga y gestión de derechos de autor.
En 1968 se estableció Tezuka Production Co., Ltd. como una compañía independiente para la producción tanto de anime como de manga. En 1970, Tezuka trasladó la sede de Tezuka Productions al segundo y tercer piso de una cafetería frente a la estación de Fujimidai en Nerima. El segundo piso estaba reservado para las oficinas de los empleados y los asistentes de producción, mientras que el tercer piso era el espacio de trabajo y la oficina de Tezuka. Durante los primeros años, el estudio tomó trabajos de animación subcontratados de Mushi Productions, que incluía una variedad de cortometrajes animados y una serie completa de televisión, Marvelous Melmo, que fue transmitido por TBS para 26 episodios de octubre de 1971 a marzo de 1972.
En 1971, Tezuka se retiró de la presidencia de Mushi Pro. Luego comenzó un conflicto dentro de Mushi Pro antes y después del retiro del Tezuka, y esto se convirtió en una disputa laboral a gran escala que luego estalló. Muchos empleados se retiran. Además de esta situación inestable dentro de la empresa, la disminución en los pedidos y los costos de producción, la falla de taquilla de la sala de cine y el aumento del préstamo bancario también se superpusieron, el entorno financiero se deterioró bruscamente. Mushi Pro y Mushi Pro Shoji fueron a la quiebra uno tras otro en 1973. Tezuka Productions asumió la producción de animación a tiempo completo junto con sus negocios de manga y derechos de autor y comenzó a crecer rápidamente como un estudio de animación.
En 1976, Tezuka Productions se trasladó de nuevo al edificio Takadanobaba Seven en Takadanobaba, Shinjuku. También comienza a hacer negocios como producción de animación general, como recibir un pedido de suscripción bruta de obras producidas por otras compañías nacionales para utilizar recursos humanos más adelante.
De 1980 a 1981, Tezuka Productions produjo un remake para Astro Boy que duró 52 episodios en Nippon TV. Tezuka había estado insatisfecho con la primera película de Astro Boy producida en Mushi Productions, y había querido crear un remake para la serie desde 1974.
A partir de 2007, también coopera con la creación de los estudios de animación Madhouse y MAPPA, muchos de los cuales son de ex animadores de Mushi. También en 2007, Tezuka Productions inició un proyecto plurianual para digitalizar y colorear toda su serie de manga publicada, que comprende más de 150.000 páginas. Los antiguos asistentes personales de Tezuka reprodujeron las cartas de colores que utilizaron originalmente para las piezas de todos los colores mientras Tezuka todavía producía series, para asegurar que el nuevo proceso de coloración permaneciera fiel a los colores usados en la época de Tezuka.
En 2008, el hijo de Tezuka, Macoto Tezuka, anunció que completaría Legend of the Forest, la última obra inacabada de su padre, en Tezuka Productions. La película se completó en 2014, estrenándose en el Festival Internacional de Animación de Hiroshima en agosto de 2014, y en Norteamérica en la Sociedad Japonesa en la ciudad de Nueva York el 21 de febrero de 2015.
En 2016, Astro Boy ingresa como imagen oficial autorizada para la campaña de marketing de los Juegos Olímpicos y Paralímpicos de Tokio 2020.

## Producciones

### Series de televisión
| Año  | Título                                                                               | Director(es)                   | Fecha de primera transmisión | Fecha de última transmisión | Eps. | Notas | Refs.                |
| ---- | ------------------------------------------------------------------------------------ | ------------------------------ | ---------------------------- | --------------------------- | ---- | --- | -------------------- |
| 1971 | Marvelous Melmo                                                                      | Tsunehito Nagaki Osamu Tezuka  | 3 de octubre de 1971         | 26 de marzo de 1972         | 26   | Adaptación del manga escrito e ilustrado por Osamu Tezuka. Coproducción con Mushi Production.                            |                      |
| 1973 | Microsuperman                                                                        | Masayuki Akehi                 | 7 de abril de 1973           | 6 de octubre de 1973        | 27   | Adaptación del manga escrito e ilustrado por Osamu Tezuka. Coproducción con Toei Animation.                              |                      |
| 1980 | Astroboy                                                                             | Noboru Ishiguro                | 1 de octubre de 1980         | 23 de diciembre de 1981     | 52   | Adaptación del manga escrito e ilustrado por Osamu Tezuka.                                                               |                      |
| 1989 | Blue Blink                                                                           | Osamu Tezuka                   | 7 de abril de 1989           | 16 de marzo de 1990         | 39   | Historia original. |                      |
| 1989 | Jungle Taitei                                                                        | Eiichi Yamamoto                | 12 de octubre de 1989        | 11 de octubre de 1990       | 52   | Adaptación del manga escrito e ilustrado por Osamu Tezuka. Versión de TV Tokyo; Coproducción con Mushi Production.       |                      |
| 1990 | The Three-Eyed One                                                                   | Hidehito Ueda                  | 18 de octubre de 1990        | 26 de septiembre de 1991    | 48   | Adaptación del manga escrito e ilustrado por Osamu Tezuka.                                                               |                      |
| 1991 | Oniisama e...                                                                        | Osamu Dezaki                   | 14 de julio de 1991          | 31 de mayo de 1992          | 39   | Adaptación del manga escrito e ilustrado por Riyoko Ikeda.                                                               |                      |
| 1995 | Ninku                                                                                | Noriyuki Abe                   | 14 de enero de 1995          | 24 de febrero de 1996       | 55   | Adaptación del manga escrito e ilustrado por Kōji Kiriyama. Coproducción con Studio Pierrot.                             |                      |
| 1995 | H2                                                                                   | Hidehito Ueda                  | 1 de junio de 1995           | 21 de marzo de 1996         | 41   | Adaptación del manga escrito e ilustrado por Mitsuru Adachi. Coproducción con Ashi Productions.                          |                      |
| 1996 | Mizuiro Jidai                                                                        | Hiroko Tokita                  | 4 de abril de 1996           | 27 de febrero de 1997       | 47   | Adaptación del manga escrito e ilustrado por Mitsuru Adachi. Coproducción con Studio Comet.                              |                      |
| 1997 | Seisho Monogatari                                                                    | Osamu Dezaki                   | 5 de enero de 1997           | 5 de septiembre de 1997     | 26   | Historia original. |                      |
| 1997 | Hakugei: Legend of the Moby Dick                                                     | Osamu Dezaki                   | 2 de abril de 1997           | 12 de mayo de 1999          | 26   | Historia original. Después del episodio 19.                                                                              |                      |
| 1998 | Master Keaton                                                                        | Masayuki Kojima                | 5 de octubre de 1998         | 29 de marzo de 1999         | 24   | Adaptación del manga escrito por Hokusei Katsushika e ilustrado por Naoki Urasawa. Coproducción con Madhouse.            |                      |
| 2000 | Hamtaro                                                                              | Osamu Nabeshima                | 7 de julio del 2000          | 31 de marzo de 2006         | 296  | Adaptación del manga escrito e ilustrado por Ritsuko Kawai. Coproducción con TMS Entertainment.                          |                      |
| 2003 | Astroboy: Tetsuwan Atom                                                              | Kazuya Konaka                  | 6 de abril de 2003           | 28 de marzo de 2004         | 50   | Adaptación del manga escrito e ilustrado por Osamu Tezuka.                                                               |                      |
| 2004 | Fénix                                                                                | Ryōsuke Takahashi              | 21 de marzo de 2004          | 4 de mayo de 2004           | 13   | Adaptación del manga escrito e ilustrado por Osamu Tezuka.                                                               |                      |
| 2004 | Black Jack                                                                           | Makoto Tezuka Satoshi Kuwabara | 11 de octubre de 2004        | 6 de marzo de 2006          | 61   | Adaptación del manga escrito e ilustrado por Osamu Tezuka.                                                               |                      |
| 2006 | Black Jack 21                                                                        | Makoto Tezuka Satoshi Kuwabara | 10 de abril de 2006          | 4 de septiembre de 2006     | 17   | Secuela de Black Jack.                                                                                                   |                      |
| 2007 | Mokke                                                                                | Masayoshi Nishida              | 3 de octubre de 2007         | 25 de marzo de 2008         | 24   | Adaptación del manga escrito e ilustrado por Takatoshi Kumakura. Coproducción con Madhouse.                              |                      |
| 2008 | Allison to Lillia                                                                    | Masayoshi Nishida              | 3 de abril de 2008           | 2 de octubre de 2008        | 26   | Adaptación de la novela ligera escrita por Keiichi Sigsawa e ilustrada por Kouhaku Kuroboshi. Coproducción con Madhouse. |                      |
| 2008 | Ultraviolet: Code 044                                                                | Osamu Dezaki                   | 1 de julio de 2008           | 16 de septiembre de 2008    | 12   | Basada libremente en la película de ciencia ficción de 2006 Ultraviolet. Coproducción con Madhouse.                      |                      |
| 2008 | Stitch!                                                                              | Masami Hata                    | 8 de octubre de 2008         | 26 de junio de 2009         | 26   | Adaptación al anime de la película estadounidense Lilo & Stitch. Coproducción con Madhouse.                              |                      |
| 2009 | Genji Monogatari Sennenki                                                            | Osamu Dezaki Satoshi Kuwabara  | 15 de enero de 2009          | 26 de marzo de 2009         | 11   | Adaptación de The Tale of Genji. Coproducción con TMS Entertainment.                                                     |                      |
| 2009 | Kobato.                                                                              | Mitsuyuki Masuhara             | 6 de octubre de 2009         | 23 de marzo de 2010         | 24   | Adaptación del manga escrito e ilustrado por CLAMP. Coproducción con Madhouse.                                           |                      |
| 2010 | Bakuman.                                                                             | Kenichi Kasai Noriaki Akitaya  | 2 de octubre de 2010         | 3 de abril de 2011          | 25   | Adaptación del manga escrito por Tsugumi Ōba e ilustrado por Takeshi Obata. Coproducción con J.C.Staff.                  |                      |
| 2011 | Wolverine                                                                            | Hiroshi Aoyama                 | 7 de enero de 2011           | 25 de marzo de 2011         | 12   | Colaboración con Marvel Entertainment. Coproducción con Madhouse.                                                        |                      |
| 2011 | LBX: Little Battlers eXperience                                                      | Naohito Takahashi              | 2 de marzo de 2011           | 11 de enero de 2012         | 44   | Adaptación del videojuego desarrollado por Level-5. Coproducción con Oriental Light and Magic.                           |                      |
| 2011 | Chihayafuru                                                                          | Morio Asaka                    | 5 de octubre del 2011        | 21 de marzo del 2012        | 25   | Adaptación del manga escrito e ilustrado por Yuki Suetsugu. Coproducción con Madhouse.                                   |                      |
| 2012 | LBX: Little Battlers eXperience Season 2                                             | Naohito Takahashi              | 18 de enero de 2012          | 20 de marzo de 2013         | 58   | Secuela de LBX: Little Battlers eXperience. Coproducción con Oriental Light and Magic.                                   |                      |
| 2012 | Sakamichi no Apollon                                                                 | Shin'ichirō Watanabe           | 12 de abril de 2012          | 28 de julio de 2012         | 12   | Adaptación del manga escrito e ilustrado por Yuki Kodama. Coproducción con MAPPA.                                        |                      |
| 2012 | Inazuma Eleven Go: Chrono Stone                                                      | Katsuhito Akiyama              | 18 de abril de 2012          | 1 de mayo de 2013           | 51   | Adaptación del manga escrito e ilustrado por Tenya Yabuno. Coproducción con Oriental Light and Magic.                    |                      |
| 2013 | Chihayafuru 2                                                                        | Morio Asaka                    | 12 de enero del 2013         | 29 de junio del 2013        | 25   | Secuela de Chihayafuru, Coproducción con Madhouse.                                                                       |                      |
| 2013 | Hajime no Ippo: Rising                                                               | Jun Shishido                   | 5 de octubre de 2013         | 29 de marzo de 2014         | 25   | Adaptación del manga escrito e ilustrado por Jyoji Morikawa. Coproducción con Madhouse y MAPPA.                          |                      |
| 2014 | Yo-kai Watch                                                                         | Shinji Ushiro                  | 8 de enero de 2014           | 30 de marzo de 2018         | 214  | Adaptación del videojuego desarrollado por Level-5. Coproducción con Oriental Light and Magic.                           |                      |
| 2014 | Kiniro no Corda: Blue♪Sky                                                            | Kōjin Ochi                     | 6 de abril de 2014           | 22 de junio de 2014         | 12   | Adaptación del videojuego desarrollado por Koei. Coproducción con TYO Animations.                                        |                      |
| 2015 | Samurai Warriors 4                                                                   | Kōjin Ochi                     | 11 de enero de 2015          | 29 de marzo de 2015         | 12   | Adaptación del videojuego desarrollado por Koei Tecmo. Coproducción con TYO Animations.                                  |                      |
| 2015 | Young Black Jack                                                                     | Mitsuko Kase                   | 2 de octubre de 2015         | 17 de diciembre de 2015     | 12   | Adaptación del manga escrito e ilustrado por Osamu Tezuka.                                                               |                      |
| 2018 | Dagashi Kashi 2                                                                      | Satoshi Kuwabara               | 12 de enero de 2018          | 30 de marzo de 2018         | 12   | Secuela de Dagashi Kashi.                                                                                                |                      |
| 2019 | Dororo                                                                               | Kazuhiro Furuhashi             | 7 de enero de 2019           | 24 de junio de 2019         | 24   | Adaptación del manga escrito e ilustrado por Osamu Tezuka. Coproducción con MAPPA.                                       | [ 12 ]               |
| 2019 | Go-Toubun no Hanayome                                                                | Satoshi Kuwabara               | 10 de enero de 2019          | 28 de marzo de 2019         | 12   | Adaptación del manga escrito e ilustrado por Negi Haruba.                                                                | [ 13 ]               |
| 2020 | Adachi to Shimamura                                                                  | Satoshi Kuwabara               | 8 de octubre de 2020         | 24 de diciembre de 2020     | 12   | Adaptación de la novela ligera escrita por Hitoma Iruma e ilustrada por Non.                                             |                      |
| 2021 | Isekai Maou to Shoukan Shoujo no Dorei Majutsu Ω                                     | Satoshi Kuwabara               | 8 de abril de 2021           | 10 de junio de 2021         | 10   | Secuela de Isekai Maou to Shoukan Shoujo no Dorei Majutsu. Coproducción con Okuruto Noboru.                              |                      |
| 2021 | Kanojo mo Kanojo                                                                     | Satoshi Kuwabara               | 2 de julio de 2021           | 17 de septiembre de 2021    | 12   | Adaptación del manga escrito e ilustrado por Hiroyuki.                                                                   | [ 14 ]               |
| 2022 | Mahōtsukai Reimeiki                                                                  | Satoshi Kuwabara               | 8 de abril de 2022           | 1 de julio de 2022          | 12   | Adaptación de la novela ligera escrita por Kakeru Kobashiri e ilustrada por Takashi Iwasaki.                             | [ 15 ]               |
| 2022 | Mamekichi Mameko NEET no Nichijou                                                    | Satoshi Kuwabara               | 3 de octubre de 2022         | TBA                         | 48   | Adaptación del webmanga escrito e ilustrado por Mameko Mamekichi.                                                        | [ 16 ]               |
| 2023 | Tsundere Akuyaku Reijō Lieselotte to Jikkyō no Endō-kun to Kaisetsu no Kobayashi-san | Fumihiro Yoshimura             | 7 de enero de 2023           | 25 de marzo de 2023         | 12   | Adaptación de la novela ligera escrita por Suzu Enoshima e ilustrada por Eihi.                                           | [ 17 ]               |
| 2023 | My Home Hero                                                                         | Takashi Kamei                  | 2 de abril de 2023           | 18 de junio de 2023         | 12   | Adaptación del manga escrito por Naoki Yamakawa e ilustrado por Masashi Asaki.                                           | [ 18 ] [ 19 ]        |
| 2023 | Megami no Cafe Terrace                                                               | Satoshi Kuwabara               | 8 de abril de 2023           | 24 de junio de 2023         | 12   | Adaptación del manga escrito e ilustrado por Kōji Seo.                                                                   | [ 20 ] [ 21 ]        |
| 2023 | Under Ninja                                                                          | Satoshi Kuwabara               | 6 de octubre de 2023         | 22 de diciembre de 2023     | 12   | Adaptación del manga escrito e ilustrado por Kengo Hanazawa.                                                             | [ 22 ] [ 23 ]        |
| 2024 | The Fable                                                                            | Ryōsuke Takahashi              | 7 de abril de 2024           | 29 de septiembre de 2024    | 25   | Adaptación del manga escrito e ilustrado por Katsuhisa Minami.                                                           | [ 24 ] [ 25 ]        |
| 2024 | Boku no Tsuma wa Kanjō ga nai                                                        | Fumihiro Yoshimura             | 2 de julio de 2024           | 14 de septiembre de 2024    | 12   | Adaptación del manga escrito e ilustrado por Jirō Sugiura.                                                               | [ 26 ]               |
| 2024 | Megami no Cafe Terrace Season 2                                                      | Satoshi Kuwabara               | 5 de julio de 2024           | 20 de septiembre de 2024    | 12   | Secuela de Megami no Cafe Terrace.                                                                                       | [ 27 ] [ 28 ] [ 29 ] |
| 2026 | Osananajimi to wa LoveCom ni Naranai                                                 | —                              | 2026                         | —                           | —    | Adaptación del manga escrito e ilustrado por Shinya Misu.                                                                | [ 30 ]               |

### OVAs
| Año  | Título                            | Director(es)                   | Fecha de primera transmisión | Fecha de última transmisión | Eps. | Notas                                                                      | Refs.         |
| ---- | --------------------------------- | ------------------------------ | ---------------------------- | --------------------------- | ---- | -------------------------------------------------------------------------- | ------------- |
| 1983 | Midori no Neko                    | Osamu Tezuka                   | 24 de diciembre de 1983      | 24 de diciembre de 1983     | 1    | Adaptación del manga escrito e ilustrado por Osamu Tezuka.                 |               |
| 1983 | Amefuri Kozo                      | Osamu Tezuka                   | 24 de diciembre de 1983      | 24 de diciembre de 1983     | 1    | Adaptación del manga escrito e ilustrado por Osamu Tezuka.                 |               |
| 1985 | Love Position: Halley Densetsu    | Shuji Iuchi                    | 16 de diciembre de 1985      | 16 de diciembre de 1985     | 1    | Historia original.                                                         |               |
| 1985 | Lunn wa Kaze no Naka              | Osamu Tezuka                   | 13 de abril de 1985          | 13 de abril de 1985         | 1    | Adaptación del manga escrito e ilustrado por Osamu Tezuka.                 |               |
| 1986 | Yamatarou Kaeru                   | Osamu Tezuka                   | 15 de agosto de 1986         | 15 de agosto de 1986        | 1    | Adaptación del manga escrito e ilustrado por Osamu Tezuka.                 |               |
| 1987 | Hi no Tori: Yamato-hen            | Toshio Hirata                  | 1 de agosto de 1987          | 1 de agosto de 1987         | 1    | Adaptación del manga escrito e ilustrado por Osamu Tezuka.                 |               |
| 1991 | Anime Koukyoushi: Jungle Taitei   | Toshio Hirata                  | 1 de abril de 1991           | 1 de abril de 1991          | 1    | Adaptación del manga escrito e ilustrado por Osamu Tezuka.                 |               |
| 1993 | Akuemon                           | Makoto Tezuka                  | 16 de julio de 1993          | 16 de julio de 1993         | 1    | Adaptación del manga escrito e ilustrado por Osamu Tezuka.                 |               |
| 1993 | Ambassador Magma                  | Hidehito Ueda                  | 21 de febrero de 1993        | 21 de junio de 1993         | 13   | Adaptación del manga escrito e ilustrado por Osamu Tezuka.                 |               |
| 1993 | Black Jack                        | Osamu Dezaki                   | 21 de diciembre de 1993      | 16 de diciembre de 2011     | 12   | Adaptación del manga escrito e ilustrado por Osamu Tezuka.                 |               |
| 1995 | Konchuu Tsurezuregusa             | Hidehito Ueda                  | 3 de agosto de 1995          | 3 de agosto de 1995         | 1    | Historia original.                                                         |               |
| 1998 | Golgo 13: Queen Bee               | Osamu Dezaki                   | 21 de mayo de 1998           | 21 de mayo de 1998          | 1    | Historia original.                                                         |               |
| 2000 | Black Jack: Sora kara Kita Kodomo | Shinji Seya                    | 22 de marzo de 2020          | 22 de marzo de 2020         | 1    | Adaptación del manga escrito e ilustrado por Osamu Tezuka.                 |               |
| 2011 | Supernatural The Animation        | Atsuko Ishizuka Shigeyuki Miya | 23 de febrero de 2011        | 27 de abril de 2011         | 22   | Basada en la serie estadounidense Supernatural. Coproducción con Madhouse. | [ 31 ] [ 32 ] |

### ONAs
| Año  | Título                         | Director(es)     | Fecha de primera transmisión | Fecha de última transmisión | Eps. | Notas                                                        | Refs. |
| ---- | ------------------------------ | ---------------- | ---------------------------- | --------------------------- | ---- | ------------------------------------------------------------ | ----- |
| 2016 | Robot Town Sagami 2028         | Shinji Seya      | 12 de abril de 2016          | 12 de abril de 2016         | 1    | Adaptación del manga escrito e ilustrado por Osamu Tezuka.   |       |
| 2020 | Adachi to Shimamura Mini Anime | Satoshi Kuwabara | 11 de septiembre de 2020     | 2 de marzo de 2021          | 30   | Episodios cortos publicados en la cuenta oficial de Twitter. |       |
| 2022 | Mahōtsukai Reimeiki Mini Anime | Satoshi Kuwabara | 19 de marzo de 2022          | 7 de abril de 2022          | 21   | Episodios cortos publicados en la cuenta oficial de Twitter. |       |

### Películas
| Año  | Título                                                         | Director(es)       | Duración | Notas                                                                                            | Refs.         |
| ---- | -------------------------------------------------------------- | ------------------ | -------- | ------------------------------------------------------------------------------------------------ | ------------- |
| 1966 | Jungle Taitei Movie                                            | Yoshio Takeuchi    | 74m      | Adaptación del manga escrito e ilustrado por Osamu Tezuka. Coproducción con Mushi Production.    |               |
| 1970 | Koori no Kuni no Misuke                                        | Osamu Tezuka       | 16m      | Historia original.                                                                               |               |
| 1971 | Minami e Itta Misuke                                           | Osamu Tezuka       | 15m      | Historia original.                                                                               |               |
| 1980 | Hi no Tori 2772: Ai no CosmoZone                               | Taku Sugiyama      | 121m     | Adaptación del manga escrito e ilustrado por Osamu Tezuka.                                       |               |
| 1981 | Unico                                                          | Osamu Tezuka       | 90m      | Adaptación del manga escrito e ilustrado por Osamu Tezuka. Coproducción con Sanrio and Madhouse. |               |
| 1983 | Unico: Mahou no Shima e                                        | Osamu Tezuka       | 81m      | Adaptación del manga escrito e ilustrado por Osamu Tezuka. Coproducción con Sanrio and Madhouse. |               |
| 1984 | Jumping                                                        | Osamu Tezuka       | 6m       | Animación de experimento.                                                                        |               |
| 1984 | Daishizen no Majuu: Bagi                                       | Osamu Tezuka       | 90m      | Historia original.                                                                               |               |
| 1985 | Onboro Film                                                    | Osamu Tezuka       | 5m       | Animación de experimento.                                                                        |               |
| 1986 | Hi no Tori: Houou-hen                                          | Rintaro            | 60m      | Adaptación del manga escrito e ilustrado por Osamu Tezuka.                                       |               |
| 1987 | Push                                                           | Osamu Tezuka       | 4m       | Animación de experimento.                                                                        |               |
| 1987 | Muramasa                                                       | Osamu Tezuka       | 8m       | Animación de experimento.                                                                        |               |
| 1987 | Mori no Densetsu                                               | Osamu Tezuka       | 29m      | Historia original.                                                                               |               |
| 1988 | Jigazou                                                        | Osamu Tezuka       | 1m       | Autorretrato animado.                                                                            |               |
| 1991 | Adachi-ga Hara                                                 | Hisashi Sakaguchi  | 30m      | Adaptación del manga escrito e ilustrado por Osamu Tezuka.                                       |               |
| 1994 | Osamu to Musashi                                               | Rintaro            | 18m      | Historia original.                                                                               |               |
| 1996 | Black Jack the Movie                                           | Osamu Dezaki       | 93m      | Adaptación del manga escrito e ilustrado por Osamu Tezuka.                                       |               |
| 1997 | Jungle Taitei Movie                                            | Yoshio Takeuchi    | 94m      | Adaptación del manga escrito e ilustrado por Osamu Tezuka.                                       |               |
| 2003 | Boku no Son Gokuu                                              | Fumihiro Yoshimura | 95m      | Animación de experimento.                                                                        |               |
| 2003 | Tetsuwan Atom: Ivan no Wakusei - Robot to Ningen no Yuujou     | Osamu Dezaki       | 20m      | Adaptación del manga escrito e ilustrado por Osamu Tezuka.                                       |               |
| 2003 | Tetsuwan Atom: Atom Tanjou no Himitsu                          | Osamu Dezaki       | 20m      | Adaptación del manga escrito e ilustrado por Osamu Tezuka.                                       |               |
| 2004 | Tetsuwan Atom: Kagayakeru Hoshi - Anata wa Aoku, Utsukushii... | Osamu Dezaki       | 111m     | Adaptación del manga escrito e ilustrado por Osamu Tezuka.                                       |               |
| 2005 | Black Jack: Dr. Pinoko no Mori no Bouken                       | Satoshi Kuwabara   | 7m       | Adaptación del manga escrito e ilustrado por Osamu Tezuka.                                       |               |
| 2005 | Black Jack: Futari no Kuroi Isha                               | Makoto Tezuka      | 97m      | Adaptación del manga escrito e ilustrado por Osamu Tezuka.                                       |               |
| 2011 | Tezuka Osamu no Buddha: Akai Sabaku yo! Utsukushiku            | Kozo Morishita     | 111m     | Adaptación del manga escrito e ilustrado por Osamu Tezuka. Coproducción con Toei Animation.      |               |
| 2012 | Guskou Budori no Denki                                         | Gisaburō Sugii     | 106m     | Adaptación del relato La vida de Budori Gusko de Kenji Miyazawa                                  | [ 33 ] [ 34 ] |
| 2014 | Tezuka Osamu no Buddha: Owarinaki Tabi                         | Toshiaki Komura    | 85m      | Secuela de Tezuka Osamu no Buddha: Akai Sabaku yo! Utsukushiku. Coproducción con Toei Animation. |               |
| 2014 | Mori no Densetsu: Dai Ni Gakushou                              | Makoto Tezuka      | 11m      | Secuela de Mori no Densetsu.                                                                     |               |
| 2015 | Kumi to Tulip                                                  | Makoto Tezuka      | 23m      | Historia original.                                                                               |               |
| 2016 | Kacchikenee!                                                   | Fumihiro Yoshimura | 24m      | Historia original.                                                                               |               |
| 2019 | Annyeong, Tyrano: Yeong-wonhi, Hamkke                          | Koubun Shizuno     | 97m      | Adaptación de una serie de libros ilustrados de Tatsuya Miyanishi.                               |               |

#### Especiales
| Año  | Título                                                 | Eps. |
| ---- | ------------------------------------------------------ | ---- |
| 1978 | 100-man-nen Chikyuu no Tabi: Bander Book               | 1    |
| 1979 | Undersea Super Train: Marine Express                   | 1    |
| 1980 | Fumoon                                                 | 1    |
| 1981 | Bremen 4: Jigoku no Naka no Tenshi-tachi               | 1    |
| 1983 | Time Slip Ichimannen: Prime Rose                       | 1    |
| 1984 | Daishizen no Majū – Bagi                               | 1    |
| 1986 | Ginga Tansa 2100-nen: Border Planet                    | 1    |
| 1987 | Brave Fire S0.9                                        | 1    |
| 1989 | Tezuka Osamu Monogatari: Boku wa Son Gokuu             | 1    |
| 1999 | Neo Faust                                              | 1    |
| 2000 | Tezuka Osamu ga Kieta?! 20 Seiki Saigo no Kaijiken     | 1    |
| 2003 | Black Jack Specials: Inochi wo Meguru Yottsu no Kiseki | 4    |
| 2006 | Black Jack: Hizouban Specials                          | 2    |
| 2007 | Black Jack: Karte NG Extras                            | 1    |
| 2009 | Jungle Taitei: Yuuki ga Mirai wo Kaeru                 | 1    |
| 2009 | Stitch!: Piko Kara no Chousenjou                       | 1    |
| 2012 | Hi no Tori: Kizuna-hen                                 | 1    |